# Cantonul Pouillon
Cantonul Pouillon este un canton din arondismentul Dax, departamentul Landes, regiunea Aquitania, Franța.

## Comune
| Comune     | Populație (1999) | Cod poștal | Cod INSEE |
| ---------- | ---------------- | ---------- | --------- |
| Cagnotte   | 653              | 40300      | 40059     |
| Estibeaux  | 568              | 40290      | 40095     |
| Gaas       | 462              | 40350      | 40101     |
| Habas      | 1 490            | 40290      | 40118     |
| Labatut    | 1 268            | 40300      | 40132     |
| Mimbaste   | 1 013            | 40350      | 40183     |
| Misson     | 706              | 40290      | 40186     |
| Mouscardès | 270              | 40290      | 40199     |
| Ossages    | 454              | 40290      | 40214     |
| Pouillon   | 2 782            | 40350      | 40233     |
| Tilh       | 811              | 40360      | 40316     |